# Myriam Seurat
Pour les articles homonymes, voir Seurat.
Myriam Seurat, née le 19 août 1973 à Paris, est une présentatrice de télévision française.

## Biographie

### Origines
Myriam Seurat est née en 1973 d'une mère originaire du Maroc et d'un père franco-polonais,.

### Carrière
Après une licence d'anglais, elle présente une émission musicale sur MCM de 1998 à 2001[évasif]. Très vite, elle est repérée par France 3 pour présenter l'émission Opération Télécité pendant 5 ans.
En 2000 elle présente pour Arte l'émission musicale Nuits du Sud.
Elle est ensuite présentatrice de la météo sur France 3 Paris Île-de-France Centre et de l'émission Voyage en Océanie et Pacifique sur la chaine Voyage.
En septembre 2006, elle rejoint l'équipe météo de France 2 tout en étant chroniqueuse des rubriques « Culture Monde » et « Europe » dans l'émission Télématin.
Après avoir été remplaçante de Tom Dingler à compter de février à mars 2012, elle devient titulaire le 8 avril 2015 et coanime avec Thierry Beccaro le jeu Motus jusqu'à l'arrêt de l'émission en août 2019.
En 2014, elle présente les coulisses des concerts pour les 30 ans des Francofolies de La Rochelle en direct sur France Ô.
Depuis 2011, elle présente sur France 2 l'émission annuelle musicale La Nuit du Ramadan (qu'elle a aussi co-animée avec Samuel Étienne, Olivier Minne, Thierry Beccaro).
En 2019, elle arrête son rôle de chroniqueuse dans Télématin sur France 2, tout en continuant à présenter la météo de France 2 et France 3,.

## Vie privée
Myriam Seurat est mariée.